# Говорівський парк
Го́ворівський парк  — парк-пам'ятка садово-паркового мистецтва місцевого значення в Україні. Розташований у селі Говори Віньковецької селищної громади Хмельницького району Хмельницької області. 
Площа 9,9 га. Статус присвоєно згідно з розпорядженням виконкому обласної ради депутатів трудящих від 22.10.1969 року № 358-р. Перебуває у віданні: СПТУ-9. 
Статус присвоєно для збереження парку, закладеного на початку XIX ст. при садибі графів Тишкевичів.